# 林子聰
林子聰（Lam Tze Chung，1976年8月16日—），綽號「肥仔聰」，香港電影演員及導演，他最為人熟悉是電影《少林足球》中飾演六師弟「輕功水上飄」。

## 生平
林子聰曾就讀五旬節林漢光中學。他原是電視台編劇，1995年進入無綫電視任职编剧，主力製作綜藝節目。其後他獲得喜劇巨星周星馳賞識，在電影《少林足球》中飾演六師弟「輕功水上飄」，開始為人熟悉，為周星馳班底主力之一。其後他在不少電影作品都有亮相，包括《爱君如梦》、《老鼠爱上猫》、《三更之困电梯》、《功夫》等等。
2006年首次執導由劉德華投資的電影《得閒飲茶》，獲提名代表香港競逐第八屆意大利烏甸尼斯電影節。
2017年11月，林子聰出演ViuTV全新節目《超級奶爸》，一連八集以真人騷手法呈現現代父母經常遇到的子女行為問題，例如教導父母利用不打不罵的方式面對頑皮孩子，使家長蛻變成懂運用正向管教方法的整個過程。
2017-2018年度微笑企業大獎頒獎典禮擔任微笑大使，頒獎予港澳地區多個於微笑服務表現優異的企業。
2020年參與支持港版國安法的聯署。

## 個人生活
2012年9月17日，林子聰與拍拖12年、任職芭蕾舞導師的女友Christy結婚，雙方在三亞海棠灣希爾頓逸林度假酒店舉行婚禮。

2015年6月18日，林子聰宣佈妻子Christy懷孕。

2015年12月11日，妻子Christy誕下男嬰，取名林奕滔（Chester）。

## 演出作品

### 電影
- 1996年 金榜題名 飾 肥獅
- 2001年 少林足球 飾 六師弟（輕功水上飄）
- 2001年 愛君如夢 飾  胖子
- 2001年 豐胸秘cup 飾 阿財
- 2002年 當男人變成女人
- 2003年 老鼠愛上貓 飾 徐慶（三鼠）
- 2003年 三更之困電梯
- 2004年 功夫 飾 跟隨阿星闖蕩的小弟(排骨)
- 2004年 精裝追女仔2004 飾 肥秋
- 2005年 功夫無敵 飾 黃標發
- 2005年 雀聖 飾 大波蓮
- 2006年 大丈夫2 飾 肥仔網友
- 2006年 師奶唔易做 飾 肥仔忠
- 2006年 至尊無賴 飾 朱月月
- 2007年 醒獅 飾 阿九
- 2007年 長江七號 飾 老闆
- 2007年 心想事成 飾 豬八戒
- 2008年 大四喜 飾 管家
- 2008年 少林少女
- 2009年 功夫厨神 飾 田秋刀
- 2009年 家有囍事2009
- 2009年 大內密探靈靈狗 飾 靈靈豬
- 2009年 等着你回来
- 2010年 花田喜事2010 飾 麥炳榮副將
- 2010年 越光寶盒 飾 夕陽武士
- 2010年 唐伯虎點秋香2之四大才子 飾 活潑小螳螂
- 2011年 賽車傳奇 飾 車隊領隊
- 2012年 超時空救兵 飾 李太白；李一飛
- 2012年 神馬都是浮雲 飾 崔三
- 2013年 臨終囧事 飾 司機
- 2013年 北漂魚 飾 力哥
- 2013年 不二神探 飾 電影導演
- 2013年 宮鎖沉香 飾 胤礽
- 2014年 唐伯虎衝上雲霄 飾 唐奮高
- 2015年 哪一天我們會飛 飾 歐陽慶堅
- 2016年 惡人谷 飾 芥菜
- 2016年 美人魚 飾 修理工
- 2016年 仙班校園 (網絡電影) 飾 雷公
- 2017年 西游伏妖篇
- 2017年 鬥戰勝佛 (網絡電影)
- 2017年 Hello 白小姐 (網絡電影)
- 2017年 仙球大戰
- 2017年 喵星人
- 2018年 濟公之英雄歸位(網絡電影)飾 胖仙童
- 2018年 齊天大聖·萬妖之城(網絡電影)飾 猪八戒
- 2018年 兄弟班 飾 牛雜佬
- 2018年 功夫联盟
- 2018年 冒牌搭档 飾 何家一
- 2019年 好漢三條半(網絡電影)
- 2019年 唐伯虎点秋香2019(網絡電影)
- 2019年 濟公之降龍有悔(網絡電影)
- 2019年 齊天大聖之火焰山(網絡電影)飾 猪八戒
- 2019年 家和萬事驚
- 2019年 最佳男友進化論
- 2019年 新河东狮吼(網絡電影)
- 2019年 河妖(網絡電影)
- 2020年 孫悟空大戰盤絲洞(網絡電影)飾 猪八戒
- 2020年 嘿，小骨头(網絡電影)飾  季易好
- 2021年 极品芝麻官(網絡電影)飾 黃百萬
- 2021年 重案行動之搗毒任務(網絡電影)
- 2021年 射鵰英雄傳之降龍十八掌(網絡電影)飾 周伯通
- 2021年 重案行動之連環兇殺(網絡電影)
- 2021年 封神榜：托塔天王(網絡電影)飾 郑伦
- 2022年 我不是酒神(網絡電影)
- 2022年 倚天屠龍記之九陽神功、倚天屠龍記之聖火雄風(網絡電影)飾 華山二老
- 2022年 重案行動之限時拯救(網絡電影)
- 2023年 速戰
- 2024年 功夫乒乓
- 2025年 曾經擁有 飾 樂sir

### 電視劇
- 2003年 《非常平等任務》香港電台
- 2003年 《隋唐英雄傳》 飾 程咬金
- 2005年 《八大豪俠 》 飾 東郭仁
- 2008年 《仙劍奇俠傳三》 飾 許茂山
- 2008年 《仁者黃飛鴻》飾 豬肉榮
- 2010年 《活佛濟公》飾 廣亮大師 (監寺)
- 2011年 《活佛济公2》飾 广亮大師 (監寺)
- 2012年 《活佛济公3》飾 广亮大師 (監寺)
- 2013年 《九丹》飾 占春
- 2014年 《長安三怪探》飾 庾瓒
- 2014年 《新济公活佛(上)》飾 广亮大師 (監寺)
- 2014年 《欢喜县令》飾 麦亚堂
- 2015年 《新济公活佛(下)》飾 广亮大師 (監寺)
- 2016年 《天天有喜之人间有爱》飾 神醫老人
- 2016年 《劉海戲金蟾》飾 赵登
- 2016年 《皇子归来之欢喜知府》飾 麦亚堂
- 2016年 《手語隨想曲4》香港電台
- 2021年 《情陷聊斋》(網絡劇) 飾 游刚
- 2024年 《狀王之王》[6]飾 何守信
- 未播映 《哪吒与杨戬》飾 雷震子

### 導演
- 2006年 得閒飲茶
- 2011年 超時空救兵
- 2016年 笑林足球
- 2018年 濟公之英雄歸位（網絡電影）
- 2018年 冒牌搭档
- 2019年 好漢三條半（網絡電影）
- 2019年 最佳男友進化論
- 2024年 狀王之王[6]

### 節目嘉賓
- 2014年 兄弟幫
- 2016年 我愛香港

## 其他作品
- 2001《一本便利》Easy Finder (Next Media)
- 《馬聖》
- 2001 少林足球漫画剧本 Shaolin Soccer (comic book)

## 軼事
據林子聰於無綫電視節目《兄弟幫》表示，他於1995年任職電視台編劇時，第一日的工作是為黃霑撰寫《城市追擊》的講稿。

## 外部連結
- （页面存档备份，存于）林子聰個人網站
- 林子聰(肥仔聰)的Facebook專頁
- 林子聪Fatchung的新浪微博
- yahoo blog
- 林子聰的新浪博客
- 林子聰在互联网电影资料库（IMDb）上的資料（英文）（英文）
- 在AllMovie上林子聰的頁面（英文）
- 林子聰在香港影庫上的簡介
- 林子聰在豆瓣上的资料（简体中文）
- 林子聰在时光网上的簡介（简体中文）